# Agasyllis caucasica
Agasyllis caucasica là một loài thực vật có hoa thuộc họ Apiaceae và là loài duy nhất trong chi Agasyllis. Đây là loài đặc hữu miền Kavkaz.